# Кубок Испании по футболу 1985/1986
Кубок Испании по футболу 1985/1986 — 82-й розыгрыш Кубка Испании по футболу выиграл Реал Сарагоса. Этот кубок стал третьим в истории команды.
Соревнование прошло в период с 18 сентября 1985 по 26 апреля 1986 года.

## Результаты матчей

### 1/4 финала
| Команда 1            | Итог | Команда 2       | 1-й матч | 2-й матч |
| -------------------- | ---- | --------------- | -------- | -------- |
| Сабадель             | 2:2  | Атлетик Бильбао | 1:1      | 1:1      |
| Атлетико Мадрид      | 1:2  | Барселона       | 1:2      | 0:0      |
| Сельта               | 0:4  | Реал Мадрид     | 0:0      | 0:4      |
| Реал Мадрид Кастилья | 2:8  | Реал Сарагоса   | 2:1      | 0:7      |

- Дополнительный матч

| Команда 1 | Счёт | Команда 2       |
| --------- | ---- | --------------- |
| Сабадель  | 2–3  | Атлетик Бильбао |

### 1/2 финала
| Команда 1     | Итог | Команда 2       | 1-й матч | 2-й матч |
| ------------- | ---- | --------------- | -------- | -------- |
| Барселона     | 3:1  | Атлетик Бильбао | 1:0      | 2:1      |
| Реал Сарагоса | 4:3  | Реал Мадрид     | 2:0      | 2:3      |

### Финал
| 26 апреля, 1986 год | \| Реал Сарагоса \| 1:0 \| Барселона \| \| Рубен Соса 34′ \| Голы \| \| | Висенте Кальдерон, Мадрид Зрителей: 45 000 |
| Реал Сарагоса       | 1:0                                                                     | Барселона                                  |
| Рубен Соса 34′      | Голы                                                                    |                                            |